# 하얀 거탑 (2003년 드라마)
《하얀 거탑》(일본어: 白い巨塔)은 후지 TV 창사 45주년 기념 드라마로 만들어져 1978년 이후 25년만에 연속드라마로 다시 만들어졌다. 목요일 10시에 방영되었던 드라마로, 2003년 10월 9일부터 2004년 3월 18일까지 방영되었다.
총 21부작으로 구성되어 있고, 동명의 소설을 원작으로 하고 있다.

## 내용
'하얀 거탑'이라고 은유되는 일본 대학의 의학부라는 봉건적이며 폐쇄적인 조직사회 속에서 더 높은 자리로 올라갈 기회를 노리는 천재외과의 자이젠 고로와 진지하게 의사로서의 길을 걸으며 연구하는 연구자인 사토미 슈지는 대학 내에서 번번이 대립하면서도 서로의 재능을 인정하는 라이벌 동기 의사이다.
이 두 사람을 통해 인간의 욕망과 어리석음, 그리고 대학병원의 숨겨진 모습 등을 파헤치는 메디컬 드라마이다.

## 수상 내역
- 2003년 닛칸스포츠 드라마 그랑프리 - 여우조연상 (야다 아키코)
- 2004년 닛칸스포츠 드라마 그랑프리 - 남우조연상 (카미카와 타카야)
- 제40회 일본 TV 드라마 아카데미상 - 최우수작품상, 감독상, 캐스팅상

## 주요 등장인물 및 캐스트
- 카라사와 토시아키 - 자이젠 고로 역
- 에구치 요스케 - 사토미 슈지 역
- 쿠로키 히토미 - 하나모리 케이코 역
- 야다 아키코 - 아즈마 사에코 역
- 카타오카 타카타로 - 츠쿠다 토모히로 역
- 이부 마사토 - 우가이 료이치 역
- 와카무라 마유미 - 자이젠 쿄코 역
- 이토 히데아키 - 야나기하라 히로시 역
- 이시자카 코지 - 아즈마 교수 역
- 니시다 토시유키 - 자이젠 마타이치 역
- 사사키 쿠라노스케 - 타케우치 유타 역

## 방송일 및 시청률
| 회차             | 방송일     | 제목                                                                           | 시청률 |
| ---------------- | ---------- | ------------------------------------------------------------------------------ | ------ |
| 1회              | 2003.10.09 | 재독(再読)                                                                     | 22.8%  |
| 2회              | 2003.10.16 | 선물(贈り物)                                                                   | 21.6%  |
| 3회              | 2003.10.23 | 엎드려 빎(土下座)                                                              | 19.3%  |
| 4회              | 2003.10.30 | 낙선(落選)                                                                     | 21.5%  |
| 5회              | 2003.11.06 | 축연(祝宴)                                                                     | 19.2%  |
| 6회              | 2003.11.13 | 아버지의 모습(父の姿)                                                          | 20.2%  |
| 7회              | 2003.11.20 | 정색(毛嫌い)                                                                   | 20.7%  |
| 8회              | 2003.11.27 | 결전(決戦)                                                                     | 21.8%  |
| 9회              | 2003.12.04 | 정념장(正念場)                                                                 | 20.8%  |
| 10회             | 2003.12.11 | 1부 최종회: 무상 (一部最終回・無常)                                            | 22.6%  |
| 11회             | 2004.01.08 | 특망의제2부: 충격의 스타트! 천국과 지옥 (待望の第二部衝撃スタート!!天国と地獄) | 25.5%  |
| 12회             | 2004.01.15 | 필사적으로(捨て身)                                                             | 24.5%  |
| 13회             | 2004.01.22 | 카르테 수정(カルテ改ざん)                                                      | 24.0%  |
| 14회             | 2004.01.29 | 어머니의 눈물(母の涙)                                                          | 24.7%  |
| 15회             | 2004.02.05 | 판결(判決)                                                                     | 25.7%  |
| 16회             | 2004.02.12 | 아내들(妻たち)                                                                 | 25.8%  |
| 17회             | 2004.02.19 | 1년 후(一年後)                                                                 | 24.8%  |
| 18회             | 2004.02.26 | 스승, 움직이다(師動く)                                                         | 26.0%  |
| 19회             | 2004.03.04 | 거짓이야! 진실의 외침 (嘘だ! 真実の叫び)                                       | 26.8%  |
| 20회             | 2004.03.11 | 마지막 심판(最期の審判)                                                        | 27.6%  |
| 21회             | 2004.03.18 | 자이젠 죽다(財前死す)                                                          | 32.1%  |
| 평균시청률 23.9% |            |                                                                                |        |